# Henry Chadwick (théologien)
 (août 2022).
La mise en forme du texte ne suit pas les recommandations de Wikipédia : il faut le « wikifier ».
Les points d'amélioration suivants sont les cas les plus fréquents. Le détail des points à revoir est peut-être précisé sur la page de discussion.
- Les titres sont pré-formatés par le logiciel. Ils ne sont ni en capitales, ni en gras.
- Le texte ne doit pas être écrit en capitales (les noms de famille non plus), ni en gras, ni en italique, ni en « petit »…
- Le gras n'est utilisé que pour surligner le titre de l'article dans l'introduction, une seule fois.
- L'italique est rarement utilisé : mots en langue étrangère, titres d'œuvres, noms de bateaux, etc.
- Les citations ne sont pas en italique mais en corps de texte normal. Elles sont entourées par des guillemets français : « et ».
- Les listes à puces sont à éviter, des paragraphes rédigés étant largement préférés. Les tableaux sont à réserver à la présentation de données structurées (résultats, etc.).
- Les appels de note de bas de page (petits chiffres en exposant, introduits par l'outil «  Source ») sont à placer entre la fin de phrase et le point final[comme ça].
- Les liens internes (vers d'autres articles de Wikipédia) sont à choisir avec parcimonie. Créez des liens vers des articles approfondissant le sujet. Les termes génériques sans rapport avec le sujet sont à éviter, ainsi que les répétitions de liens vers un même terme.
- Les liens externes sont à placer uniquement dans une section « Liens externes », à la fin de l'article. Ces liens sont à choisir avec parcimonie suivant les règles définies. Si un lien sert de source à l'article, son insertion dans le texte est à faire par les notes de bas de page.
- La présentation des références doit suivre les conventions bibliographiques. Il est recommandé d'utiliser les modèles {{Ouvrage}}, {{Chapitre}}, {{Article}}, {{Lien web}} et/ou {{Bibliographie}}. Le mode d'édition visuel peut mettre en forme automatiquement les références.
- Insérer une infobox (cadre d'informations à droite) n'est pas obligatoire pour parachever la mise en page.

Pour une aide détaillée, merci de consulter Aide:Wikification.
Si vous pensez que ces points ont été résolus, vous pouvez retirer ce bandeau et améliorer la mise en forme d'un autre article.
Pour les articles homonymes, voir Henry Chadwick et Chadwick.
Henry Chadwick  (23 juin 1920 - 17 juin 2008) est un théologien britannique, prêtre anglican et historien de premier plan de l'Église primitive. Professeur à l'université d'Oxford, puis de Cambridge, il est également un musicien accompli et s'engage fortement dans le dialogue œcuménique, au sein de la Commission internationale anglicane-catholique romaine.

## Famille et jeunesse
Fils d'un avocat (décédé quand Chadwick a cinq ans) et d'une mère mélomane, il fait ses études au Collège d'Eton,. Bien qu'il n'ait pas montré beaucoup d'aptitudes dans l'étude du grec, il découvre à cette époque sa passion pour la musique et prend des leçons d'orgue avec Henry Ley. Après avoir quitté Eton, il va au Magdalene College de Cambridge grâce à une bourse d'études musicales et devait faire de la musique sa carrière,. Un point culminant de sa carrière musicale de premier cycle est de jouer un arrangement pour deux pianos d' España de Chabrier avec Boris Ord, alors organiste du King's College de Cambridge. Cependant, Chadwick se tourne vers le christianisme, auquel il s'intéresse depuis ses années d'école,. Il obtient son diplôme en 1941 et commence sa formation théologique en 1942, à Cambridge. Ordonné diacre par l'archevêque de Cantorbéry en 1943, puis prêtre par l'évêque de Douvres en 1944,, il commence son ministère dans une paroisse de Croydon, quartier qui a été attaqué par des armes en V allemandes, ce qui fournit un défi pastoral difficile. De là, il devient maître assistant au Wellington College. Il se marie en 1945 et a trois filles. 

## Carrière académique
Sa réputation académique est confirmée en 1953 avec la publication de sa nouvelle traduction du Contre Celse d'Origène. La même année, il est nommé co-éditeur avec Hedley Sparks du Journal of Theological Studies et continue à le diriger jusqu'en 1985. 
En 1959, il part à Oxford pour occuper le poste de Regius Professor (en) de théologie (et avec lui le canonicat associé à la cathédrale Christ Church)  à l'âge relativement jeune de 39 ans,. Il est nommé membre de l'Académie britannique peu de temps après,,, et en 1962, Gifford Lecturer à l'Université de St Andrews donnant des conférences sur l'autorité dans l'Église primitive. Il donne une deuxième série de conférences en 1963-1964, sur l'autorité dans la théologie chrétienne,. Enfin, en 1963, il est aussi nommé à une première enquête anglicane sur les éditions entourant l'ordination de femmes. 
Dans les années 1960, avec des universitaires comme Eric R. Dodds, Peter Brown et John Matthews, Chadwick contribue à faire d'Oxford un centre d'étude en développement de l'Antiquité tardive. Il clarifie les racines philosophiques classiques des penseurs chrétiens de Justin de Naplouse et Clément d'Alexandrie à Augustin d'Hippone,
C'est dans les années 1970 qu'il commence à participer aux discussions de la Commission internationale anglicane-catholique romaine (ARCIC), dont il est membre de 1969 à 1981, et de nouveau de 1983 à 1990. Il utilise notamment sa formation historique pour présenter des résumés des positions de l'Église primitive sur différents sujets, avec un réel désir d'établir un consensus sur la base des principes révélés par cette recherche,,. Bien que sa production savante ait souffert des pressions de son temps, il est rédacteur en chef d'Oxford Early Christian Texts (à partir de 1970) et travaille sur deux monographies majeures, Priscillian of Avila : the occult and the charismatic in the early Church (publié en 1976) et Boèce : les consolations de la musique, de la logique, de la théologie et de la philosophie (publié en 1981), le second en particulier lui permettant de puiser dans l'éventail complet de ses centres d'intérêt,.

### Retour à Cambridge
En 1979, Chadwick démissionne du décanat et retourne à Cambridge pour prendre la Chaire Regius de théologie (en), l'une des plus anciennes chaires universitaires de l'université britannique. Il acquiert en même temps une réputation de conférencier populaire à Cambridge, avec une série de conférences sur Augustin qui forment la base de son livre Augustine (1986). Il prend sa retraite de professeur en 1983 et s'installe à Oxford,,.
Après quatre ans de retraite, il reçoit une invitation inattendue à devenir maître de Peterhouse en 1987, devenant ainsi la première personne en plus de quatre siècles à diriger un collège à la fois à Oxford et à Cambridge. Cette deuxième nomination à la tête d'un collège est une expérience plus heureuse que la première. Le collège a connu quelques difficultés à la suite de l'admission des premières étudiantes, auxquelles certains enseignants s'opposent implacablement. Chadwick parvient à rétablir un esprit de civilité, ce qui, associé au départ à la retraite de certains enseignants, assure une amélioration de l'atmosphère au sein du collège. En 1991, il publie une nouvelle traduction des Confessions d'Augustin, avec de nombreuses notes révélant la dette d'Augustin envers Plotin,,.
Il prend sa deuxième retraite en 1993 ,, et meurt à Oxford le 17 juin 2008.

## Réputation et reconnaissance
Henry Chadwick est une personnalité incontournable de l’Église anglicane et du monde universitaire britannique. Dans la nécrologie qu'il rédige dans The Guardian, Rowan Williams, alors archevêque de Cantorbéry, rapporte la boutade suivante : "L'église anglicane, a-t-on dit, n'a peut-être pas de pape, mais elle a Henry Chadwick", et le décrit plus en détail. comme un "aristocrate parmi les érudits anglicans". D'autres l'ont décrit comme quelqu'un de généreux de son temps et de ses connaissances,, toujours prêt à orienter les étudiants dans la bonne direction. The Independent attribue à sa vaste mémoire et à une bibliothèque personnelle d'environ 20 000 livres le fondement de sa vaste érudition,. Prédicateur capable, capable, bien que doutant de sa capacité à prêcher à une congrégation non universitaire, Chadwick était bien considéré comme conférencier et compagnon à High Table. Cependant, une timidité naturelle pourrait lui donner un air plutôt distant,
Son amour pour la musique l'amène à siéger pendant vingt ans en tant que président du conseil de Hymns Ancient & Modern Ltd (en), élargissant considérablement le champ d'action de l'entreprise. Il plaide ainsi pour l'inclusion des spirituals dans la liturgie, et notamment Steal Away qu'il apprécie particulièrement et fait partie de la musique utilisée lors de ses funérailles,.

### Honneurs et distinctions
Il est nommé Chevalier Commandeur de l'Ordre de l'Empire britannique lors de l'anniversaire de la Reine en 1989. 
Il est titulaire de diplômes honorifiques des universités de Glasgow, Uppsala, Yale, Leeds, Manchester, Surrey, Chicago, Harvard, Jena et de l'Université Augustinienne de Rome. 
Deux mélanges sont publiés en son honneur, l'un pour ses contributions à l'étude de l'histoire de l'Église (Christian Authority, éd. Gillian Evans, 1988) et l'autre pour son travail œcuménique (The Making of Orthodoxy, éd. Rowan Williams, 1989),. 
Il est membre international de l'Académie américaine des arts et des sciences et de l'American Philosophical Society,.
Un mémorial pour lui et Owen Chadwick, également prêtre, est dévoilé à l'abbaye de Westminster le 2 février 2018
- Pour le Mérite

## Ouvrages
Chadwick a publié plus de cent vingt-cinq livres, monographies, articles, etc., parmi lesquels les plus remarquables : 
- Henry Chadwick, Early Christian Thought and The Classical Tradition : Studies in Justin, Clement, and Origen, Oxford University Press, 1966.
- Henry Chadwick, Priscillian of Avila : The Occult and the Charismatic in the Early Church, 1976).
- Henry Chadwick, Augustine, Oxford University Press, 1986.
- Henry Chadwick, The Early Church, The Penguin History of the Church, 1967 (réimpr. 1993).
- Henry Chadwick, Augustine : A Very Short Introduction, Oxford University Press, 2001.
- Henry Chadwick, The Church in Ancient Society : From Galilee to Gregory the Great, Oxford University Press, 2001.
- Henry Chadwick, East and West : The Making of a Rift in the Church, Oxford University Press, 2003.

### Traductions
- Origène, Contra Celsum, Cambridge University Press, 1953
- Lessing, Theological Writings, Stanford University Press, 1957
- Augustin, Confessiones, Oxford University Press, 1991

Avec son frère Owen, il édite The Oxford History of the Christian Church (12 vol., 1981–2010), pour laquelle il rédige deux volulmes : The Church in Ancient Society: from Galilee to Gregory the Great (2001) et East and West: The Making of a Rift in the Church: From Apostolic Times until the Council of Florence (2005). Son dernier travail devait être sur Photios Ier de Constantinople, dont les recherches couvrent nombre de ses intérêts, en particulier l'apprentissage classique et le christianisme, et l'œcuménisme. Certains de ses documents sur le sujet sont publiés dans East and West. 